# Pâlnie (chimie)
Pâlnia este un instrument folosit în chimie (mai ales în chimia analitică) pentru a filtra sau a scurge o anumită soluție sau substanță solidă într-un alt recipient. De obicei, pentru a filtra un precipitat sau o substanță solidă dintr-un amestec lichid, se folosește hârtia de filtru, cu rolul de a nu lăsa materia solidă să treacă prin pâlnia de filtrare.
.